# Kaufmannshaus Hansen

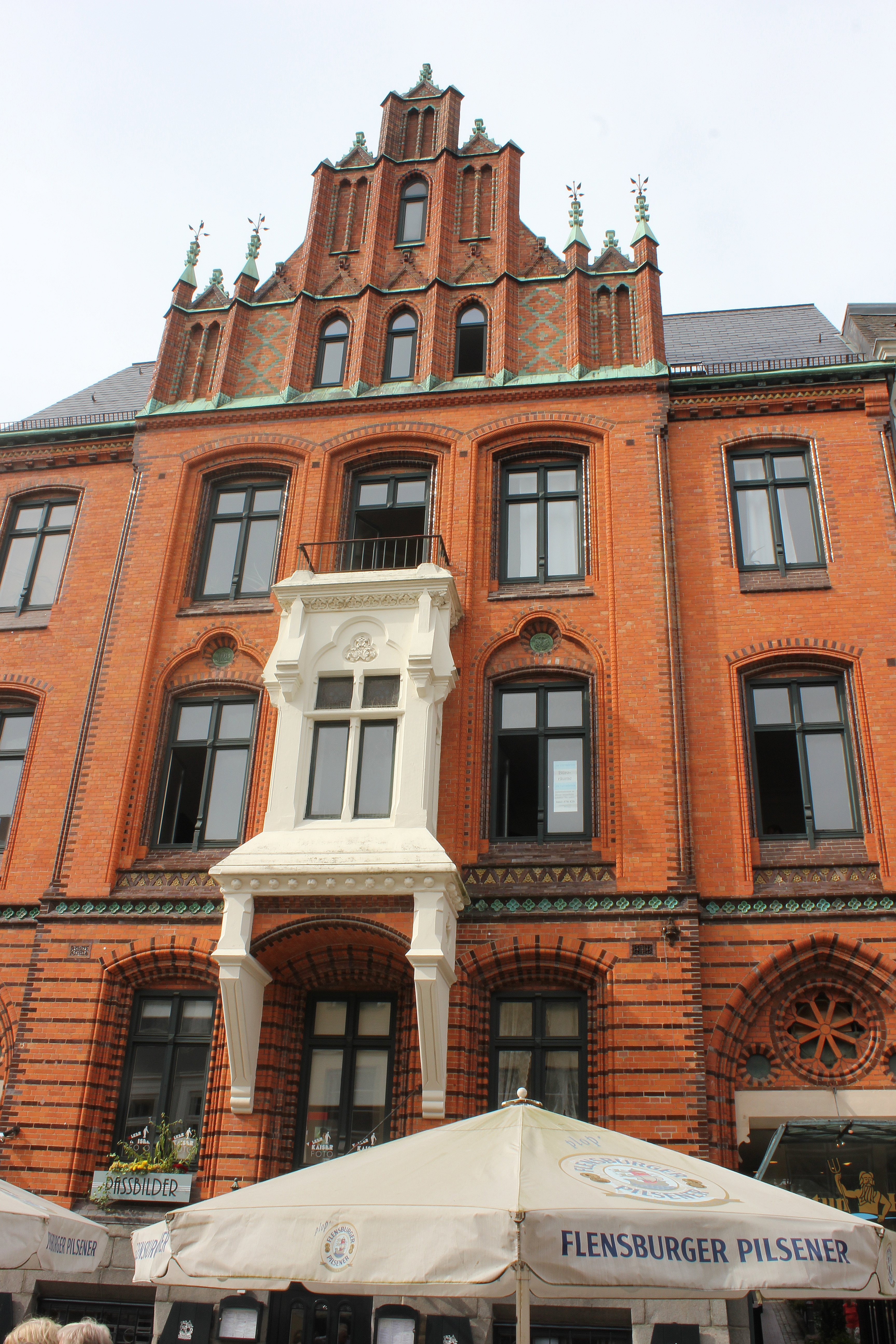
Das Kaufmannshaus Hansen im Jahr 2013

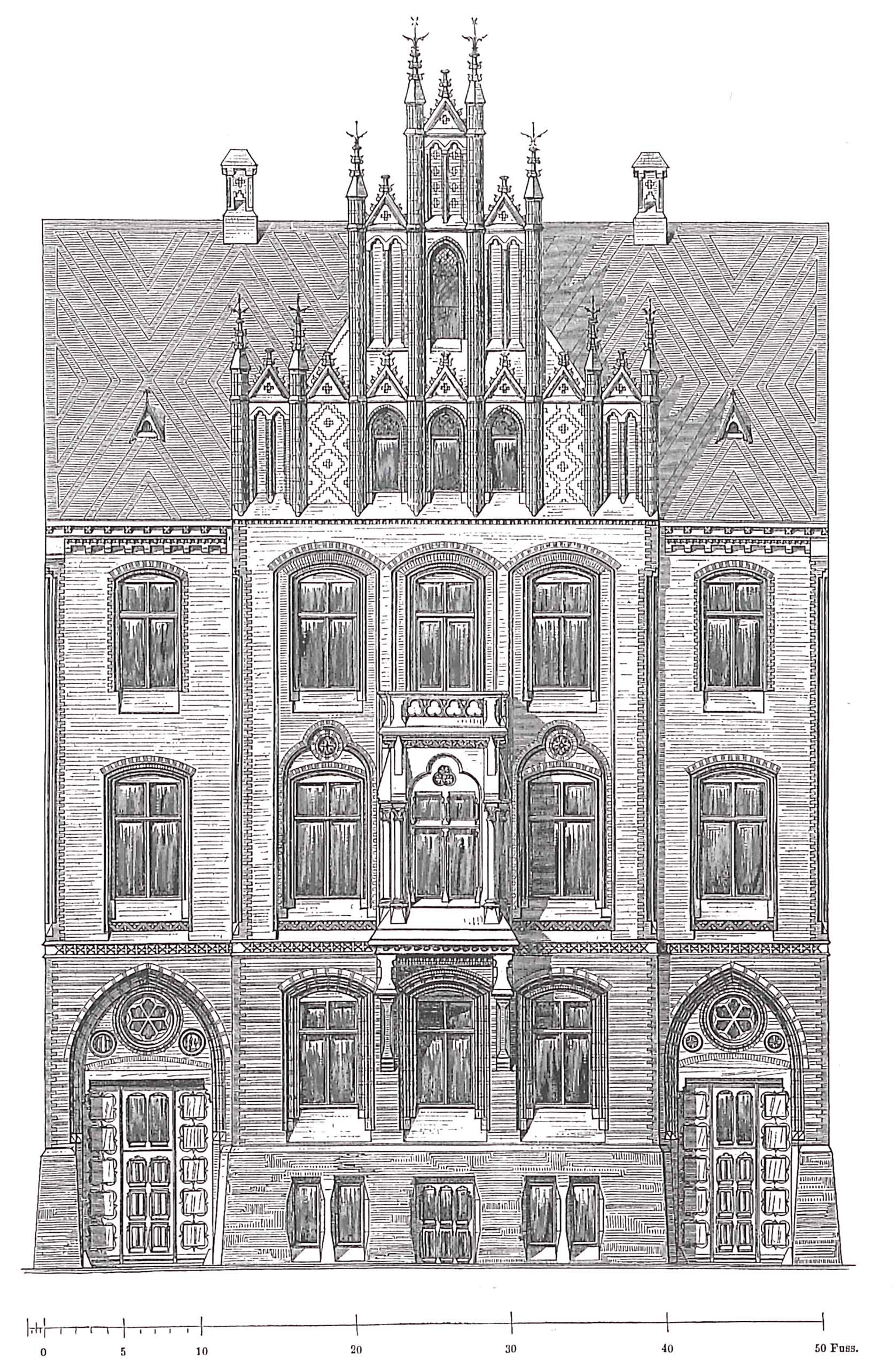
Die erhaltene Architekturzeichnung für das Kaufmannshaus Hansen von Johannes Otzen

Das Kaufmannshaus Hansen an Flensburgs Nordermarkt entstand in den Jahren 1868/69 nach Entwürfen des Architekten Johannes Otzen im Stil der Hannoverschen Neugotik. Im Kellergeschoss des heutigen Wohn- und Geschäftshauses befindet sich das Restaurant Börsenkeller. Darüber befinden sich ein Fotostudio und mehrere Wohnungen. Einmal im Jahr findet beim Kaufmannshaus zu Beginn des Flensburger Weihnachtsmarktes das Weihnachtsmann-Wecken durch Flensburger Kinder statt. Das Gebäude gehört zu den Kulturdenkmalen der Flensburger Innenstadt. Hinter dem Gebäude befindet sich der sogenannte Neptunhof.

## Errichtungszeitraum
Das dreigeschossige backsteinerne Gebäude steht für einen Wendepunkt in der Flensburger Baugeschichte. Nach dem Deutsch-Dänischen Krieg (1864) hatte sich die Architekturauffassung stark verändert. In den 1860er Jahren ließ sich der Großhandelskaufmann und Windmühlenbesitzer Christian Cicolai Hansen von Johannes Otzen in der Großen Straße mit der Nummer 77, wo zuvor zwei kleinere Giebelhäuser standen, sein neues Kontor- und Wohnhaus errichten. Das besagte Gebäude verdeutlicht die Hinwendung zu backsteinernen Bauten mit gotischen Elementen. Es entstanden nachfolgend zahlreiche Gebäude, die die Fördestadt heute noch stark prägen, beispielsweise das Hans-Christiansen-Haus (1894–1896) sowie die Waldschule (1903–1908) des Architekten Otto Fielitz. Einen Höhepunkt stellt die Marineschule Mürwik, das Rote Schloss in Mürwik, dar, die in den Jahren 1907–1910 nach der Ordensburg Marienburg im Stil der Backsteingotik errichtet wurde. Der Architekt Paul Ziegler errichtete in Flensburg schließlich zahlreiche backsteinerne Gebäude im Stil der Heimatschutzarchitektur, beispielsweise das Eichamt Flensburg (1912/13), das mit seinem preußischen Adler deutlich als Zeugnis der angebrochenen Preußenzeit zu erkennen ist. — Bauherr Hansen war der letzte Vorsitzende des dänisch-königstreuen Handelsvereins. Ein Jahr nach Errichtung seines neuen Kaufmannshauses wurde er der erste Vorsitzende der deutschen Handelskammer.

## Restaurierung seit 2013
Seit dem Jahr 2013 wird das Gebäude umfassend restauriert. An verschiedenen Stellen des Gebäudes wurden repräsentative Bemalungen freigelegt und damit wiederentdeckt. Im ersten Obergeschoss wurde der Speisesaal mit seinem aufwändigen Fußboden und der Wandtäfelung in den Jahren 2013/2014 wiederhergestellt.